# 14-es főút (Magyarország)

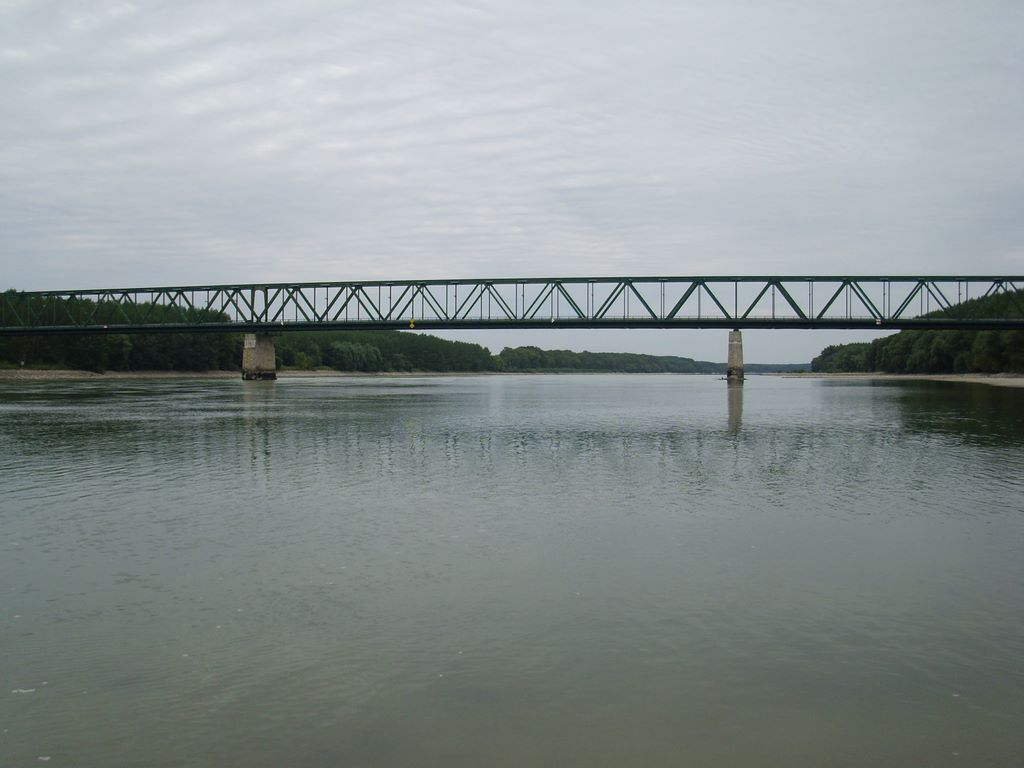
A Duna hídja a szlovákiai Medve és Vámosszabadi (Győrzámoly) között

A 14-es főút Győrt köti össze a szlovák országhatárral. Az útvonal szerves folytatása a 81-es főútnak. Szlovák oldalon az 586-os főútban folytatódik Nagymegyerig. Az út része az E575-ös útvonalnak.
Győrnek sosem volt számottevő vonzása a Duna főágától északra fekvő Csallóközre, még a történelmi Magyarországon sem. Ennek oka, hogy a Dunán csak drágán és körülményesen lehetett átkelni. A Győrhöz közeli medvei hidat, csak a második világháború után építették meg, amikor a többi, már régóta nem Magyarországhoz tartozó területek összekötötték a Szigetköz keleti csücskét illetve a magyarországi Kisalföldet.

## Fekvése
Az útvonal Győr-Moson-Sopron vármegye északkeleti részén található. A Kisalföldnek azon a részén helyezkedik el, amely a Rába győri torkolatától északnyugatra, az országhatárig terjed. Ez a Mosoni-síkság, és a Mosoni-Duna, valamint az Öreg Duna által közrezárt Szigetköz. A Rajkától Gönyűig tartó folyószakaszon a folyó esése csökken, ezért hordalékának nagy részét ma is itt rakja le. A mederágya folyamatosan emelkedik. Régebben emiatt nagy volt az árvízveszély. Napjainkban gátakkal védik a környék falvait, közöttük Vámosszabadit is.

## Települések az út mentén
Győrött a másodikként 2006-ban létrehozott körgeometriás csomópont az egyik végpontja a 81-es főútnak. A közelben lévő teherpályaudvar felett átívelő hídról, melyen az 1-es főút forgalmát vezetik át, a felüljáró alatt a körgeometriás kereszteződéshez lehet eljutni. Nem utolsó szempont, hogy a 14-es számú főút kiindulópontját is innen számítják, és itt ér véget a Székesfehérvárról jövő 81-es főút is.
Az út kétszer két sávosként kezdődik, majd fél kilométerre, a Mosoni-Dunán kecsesen átívelő hídon keresztülhaladva két sávosra szűkül. Hamarosan elérjük az 1401-es számú, a  Szigetköz mintegy kétharmadán végighúzódó gerincút elágazását, amely Héderváron és Halászin át Mosonmagyaróvárra vezet. Az elágazás után a hétvégi kertek, családi házas övezetén keresztül, gondozott, sík mezőgazdasági területek mellett haladunk el.
Hamarosan Vámosszabadi külterületére érünk. A falut kikerülve, 2 kilométeres út megtétele után érünk az országhatárhoz; az út utolsó szakasza győrzámolyi közigazgatási területen húzódik. Itt elárvult útlevél-ellenőrző pont és vámvizsgáló épület fogad. Az Európai Unióba lépés óta egyszerűen folytatva utunkat, ráléphetünk a tényleges államhatárt átszelő hídra.

## Története
1934-ben a kereskedelem- és közlekedésügyi miniszter 70 846/1934. számú rendelete, mely az ország főútjait első ízben jelölte ki, méghozzá már akkor a szektorelv figyelembevételével [a szektorelvről ld. a hivatkozott szócikket!], a 14-es útszámot még nem osztotta ki. A második világháború éveiben azonban, az első és második bécsi döntést követő időszakban szükségessé vált ezen útszám kiosztása is, amit a Komárom-Érsekújvár-Nagykér útvonal kapott meg.
Egy dátum nélküli, feltehetőleg 1950 körül készült térkép a mai 14-es utat Győr és az országhatár között 15-ös számozással tünteti fel, a 14-es számozást akkor az 1-es főút komáromi szakaszát az országhatárral összekötő rövid útszakasz viselte.
A jelenkori 14-es út története még tisztázást igényel, de 1990-ben már ez a szigetközi útvonal viselte a 14-es számot.

### Mai helyzete
A medvei híd átadásával, a helyi és a szomszédos régiók sok évszázados óhaja teljesültével az 1980-as évek végéig, a megépített közút és az országhatáron túlnyúló híd teljesítette, a közúti közlekedés szükségleteit. A 90-es évek elején azonban fokozatosan megnőttek a nemzetközi szállítási igények. Egyik oka, hogy a közelben csak a komáromi híd állt rendelkezésre, - annak áteresztőképessége maximumáig  - elkerülő lehetőségként, csak ez a híd szolgált. Az 1990-es évek végére, a komáromi Erzsébet híd romló állapota miatt, nagyobb arányú felújítása vált szükségessé. A kilencvenes években megnőtt Csehszlovákia, Lengyelország és Olaszország közötti élőállatszállítások volumene. Győr csomóponti szerepe is jelentősebbé vált. A nemzetközi turizmus megindulásával (bevásárló turizmus), a kishatárforgalom létesítésével a személyforgalom is jelentősen megnövekedett. A belföldi helyközi forgalom is jelentős volt a győri ingázás miatt.
Győr város területén átmenő, kiinduló és beérkező főutak forgalma. 1-es számú főút forgalma, mely nagy mértékben a Szent István utat terheli átlagban 18.627, a 14-es számú főút (Széchenyi híd, Galántai út) 19.764, 81-es számú főút (Fehérvári út) 20.735, 82-es számú főút (Szent Imre út) 9.431, 83-as számú főút (Nagy Imre út) 19.894, míg a 82-83-as számú főutak közös bevezető szakaszának forgalma 19.323 jármű/nap. Természetesen ezen adatokhoz hozzáadódik még az M19-es autópályáról, a 85-ös főútról, és más másodrendű útról érkező napi járműfogalom, és Győr város lakói által naponta használt járművek száma
A forgalom növekedés további oka, hogy Nyugat-Szlovákiában az autógyártás kezd meghonosodni, illetve az ezzel kapcsolatos beszállítói munkavégzés. Ez a Vág-völgyét, Nagyszombatot és Pozsonyt jelenti és ezen meglévő illetve épülő gyáraknak az Adriához való eljutás létérdeke. A kamionforgalom adatai majdnem elérik a Hegyeshalomnál belépő számokat.
A sokszor elviselhetetlenné vált forgalom miatt a viszonylag keskeny szélességű közút állapota is leromlott. Ezt tetézte még a hét végén bevezetett kamionstop is. Az út forgalma kilométerekre egysávossá vált, mert a határátléptetésre várakozó kamionok, - parkolási lehetőségek hiányában - elfoglalták azt. Ezért vált sürgetővé ennek a főútvonalnak a korszerűsítésére. Kormányszintű ígéretek évek óta vannak, de azok megvalósulására, főleg pénzhiány miatt, még éveket kell várni.

### Jövőbeni tervek
„A 81. számú. és a 14. számú főút tengely kiemelt fejlesztésével, valamint a Győr-Gönyű kikötő közúti kapcsolatainak javításával, mint fejlesztési célok nagyon fontosak. A hosszútávú (2034) tervekben a Székesfehérvár – Győr – Vámosszabadi vonal kiemelt főútként, azaz 2x2 sávos, településeket elkerülő útként szerepel. Ezen az útvonalon már az előkészítés alatt álló hosszú távú (2020) program alapján is jelentős fejlesztéseket terveznek megvalósítani. Így a Székesfehérvár – Kisbér szakasz négy sávra bővítését, a kisbéri elkerülő szakasz megépítését. A regionális egyeztetésének eredményeként került a program-tervezetbe az M19-es autópálya és a 14. számú főutak összeköttetését biztosító útszakasz a Mosoni-Duna-híddal (győri északi elkerülő út I. ütem) együtt ’’.